# 미트로프

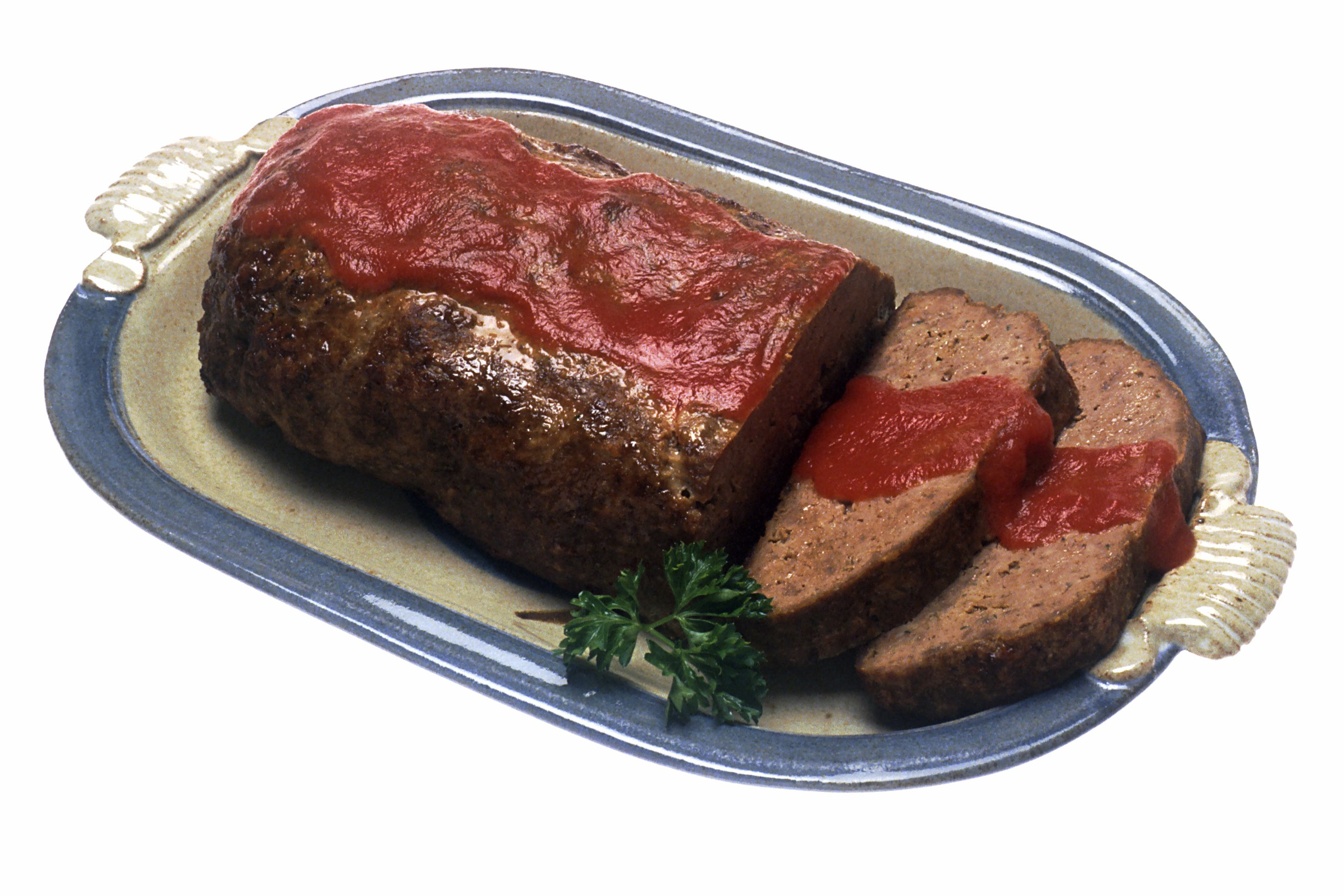
토마토 소스로 토핑되어 있는 미트로프

미트로프(영어: meatloaf)는 다진 고기, 달걀, 채소를 섞어 덩어리로 구운 것이다. 얇게 저며서 낸다. 다양한 나라에서 미트로프를 먹으며 얇게 저몄기 때문에 어린이도 부담없이 먹을 수 있는 음식이다. 칼을 사용해서 먹는게 흔한 먹는 방법이다. 유럽에서 많이 먹는 고기 요리이다.